# Florence Foster Jenkins (film)
Florence Foster Jenkins är en biografisk film från 2016 i regi av Stephen Frears efter ett manus av Nicholas Martin och Julia Kogan. Meryl Streep spelar titelrollen som Florence Foster Jenkins, en arvtagare från New York känd för sin generositet och dåliga sångförmåga. Hugh Grant spelar hennes manager och långvariga följeslagare, St. Clair Bayfield.
Inspelningen började i maj 2015 och premiären hölls i London den 12 april 2016. Filmen släpptes den 6 maj 2016 i Storbritannien, 13 juli i Frankrike och 12 augusti i USA. Filmen nominerades vid Oscarsgalan 2017 för bästa kostymdesign och gav Streep sin tjugonde nominering för bästa kvinnliga huvudroll. Den fick fyra Golden Globe-nomineringar, inklusive bästa film.

## Handling
Filmen baseras på den sanna historien om Florence Foster Jenkins, en arvtagare i New York som äger sin egen musikklubb. Hon försöker bli en operasångare med hjälp av maken St. Clair Bayfield och pianisten Cosmé McMoon, även om sångrösten inte är mycket att skryta med.

## Rollista
- Meryl Streep — Florence Foster Jenkins
- Hugh Grant — St. Clair Bayfield
- Simon Helberg — Cosmé McMoon
- Rebecca Ferguson — Kathleen Weatherley
- Nina Arianda — Agnes Stark
- Stanley Townsend — Phineas Stark
- Allan Corduner — John Totten
- Christian McKay — Earl Wilson
- David Haig — Carlo Edwards
- John Sessions — Dr. Hermann
- Bríd Brennan — Kitty
- John Kavanagh — Arturo Toscanini
- Pat Starr — Gertrude Vanderbilt Whitney
- Maggie Steed — mrs. James O'Flaherty
- Thelma Barlow — mrs. Oscar Garmunder
- Liza Ross — mrs. E.E. Patterson
- Paola Dionisotti — Baroness Le Feyre
- Rhoda Lewis — mrs. Patsy Snow
- Aida Garifullina — Lily Pons
- Nat Luurtsema — Tallulah Bankhead
- Ewan Stewart — Colonel
- Mark Arnold — Cole Porter

## Produktion

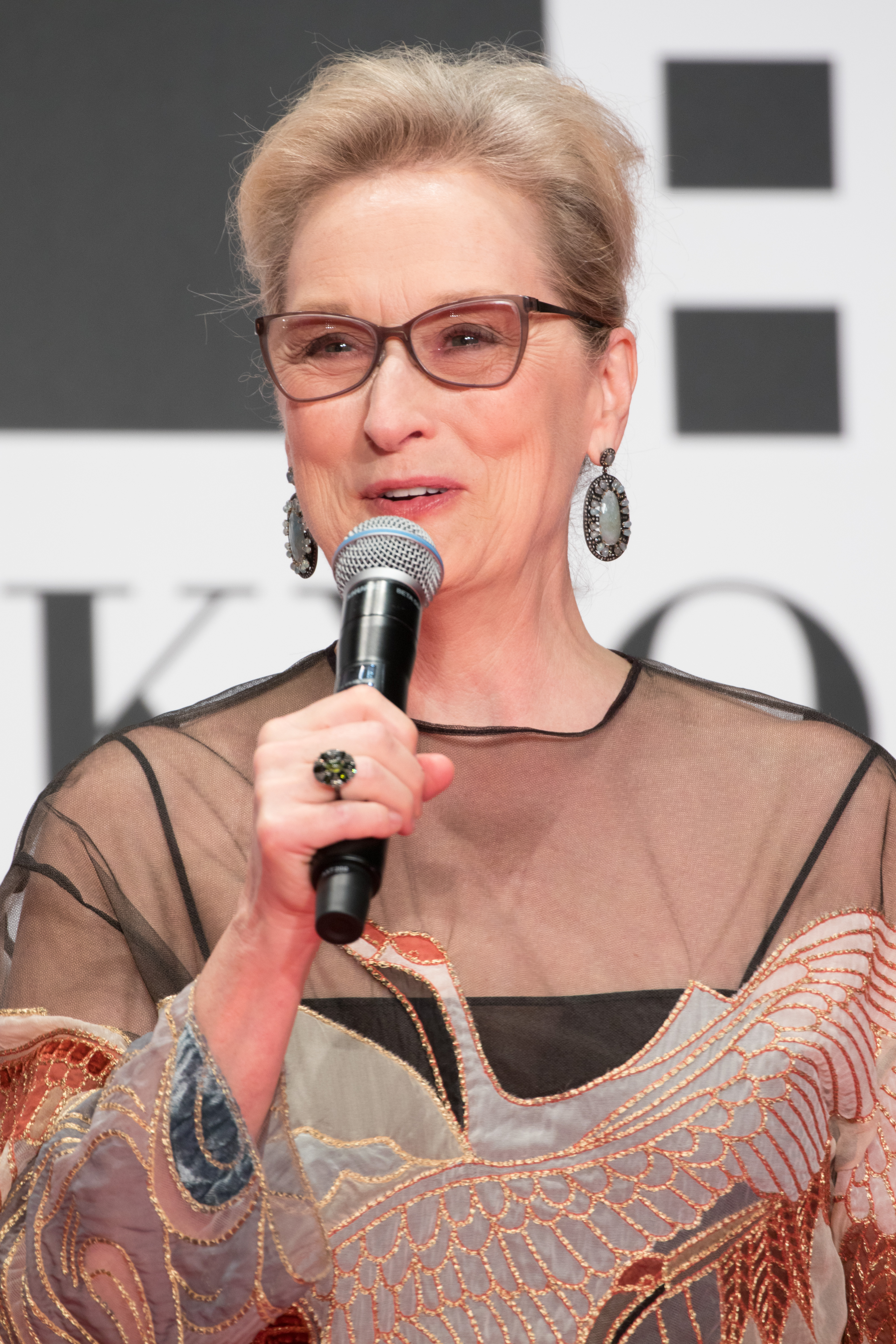
Meryl Streep vid invigningsceremonin till Tokyo International Film Festival 2016 i samband med en visning av Florence Foster Jenkins

### Utveckling
Innan Frears läste Nicholas Martins och Julia Kogans manus visste han inte mycket om Jenkins utöver porträtteringen av henne i West End-pjäsen Glorious! av Peter Quilter. Frears blev intresserad av manuset och började kolla på YouTube-videor med henne. När han såg videorna noterade Frears att "Man skrattar och det berör dig. Det är naturligt fånigt och modigt på samma gång." Han och Streep var fast beslutna att trots ämnet skulle publiken stå på Florens sida. Frears föreställde sig inte Streep i rollen men efter att ha sett hennes namn gick Frears med på det och noterade att han trodde det skulle vara något nytt för henne. Streep arbetade med en sångcoach för att hjälpa henne att förbereda sig för rollen som Jenkins. Frears berömde hennes framträdande och sa "Man kan bara sjunga dåligt om man är en bra sångerska."

### Inspelning
Större delen av filmen spelades in i maj 2015 i London. Pathé släppte en första titt på filmen den 22 maj, med Streep och Grant som Jenkins respektive Bayfield. Filmen spelades även in i Hoylake och Liverpools centrum.
Filminspelningarna avslutades den 20 juli 2015.

## Utgivning
I september 2015 förvärvade Paramount Pictures distributionsrättigheterna till filmen i USA. Filmen hade världspremiär på filmfestivalen i Belfast den 23 april 2016. Filmen släpptes på bio i Storbritannien den 6 maj 2016 och i USA den 12 augusti 2016.
Florence Foster Jenkins släpptes på Digital HD den 29 november 2016 och på Blu-ray och DVD den 13 december 2016.